# 紫東エリア
紫東エリア（しとうえりあ）は、中華人民共和国江蘇省南京市紫金山の東に位置するエリアである。
正式名称は南京紫東エリアで、南京市東部に位置し、東は句容市、北は揚子江を隔てる儀徴市と境を接している。域内には棲霞山、湯山等の名勝がある。

## 範囲
- 区：玄武区の一部、秦淮区の一部、棲霞区の一部、江寧区の一部。
- 街道：麒麟街道、孝陵衛街道、光華路街道、馬羣街道、玄武湖街道、東山街道、仙林街道、尭化街道、燕子磯街道、棲霞街道、龍潭街道、湯山街道、上坊街道、湖熟街道、淳化街道。